# Mezinárodní letiště Beníta Juáreze
Mezinárodní letiště Mexiko nebo Mezinárodní letiště Beníta Juáreze (španělsky  Aeropuerto Internacional de la Ciudad de México Benito Juárez, IATA: MEX, ICAO: MMMX) je mezinárodní letiště v hlavním městě Mexika Ciudad de México. Nachází se v jeho městské části Venustiano Carranza. Společně s mezinárodním letištěm Felipe Ángelese obsluhuje celou metropolitní oblast Valle de México, ve které žije na 22 milionů osob. S počtem více než 48 milionů cestujících v roce 2023 patří mezi nejvytíženější letiště v Latinské Americe.

## Historie

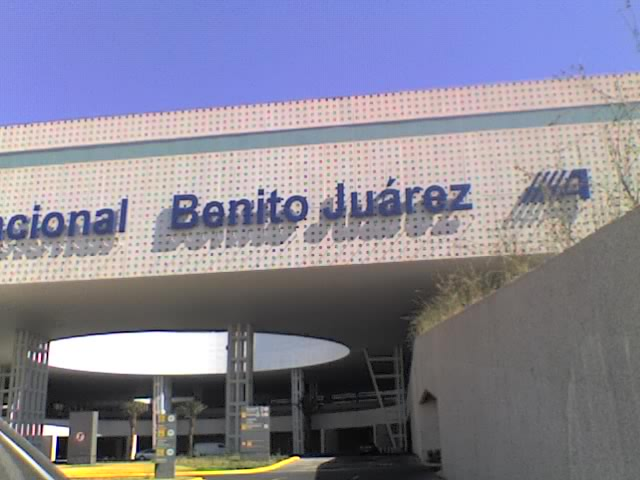
Vstup do Terminálu 2.

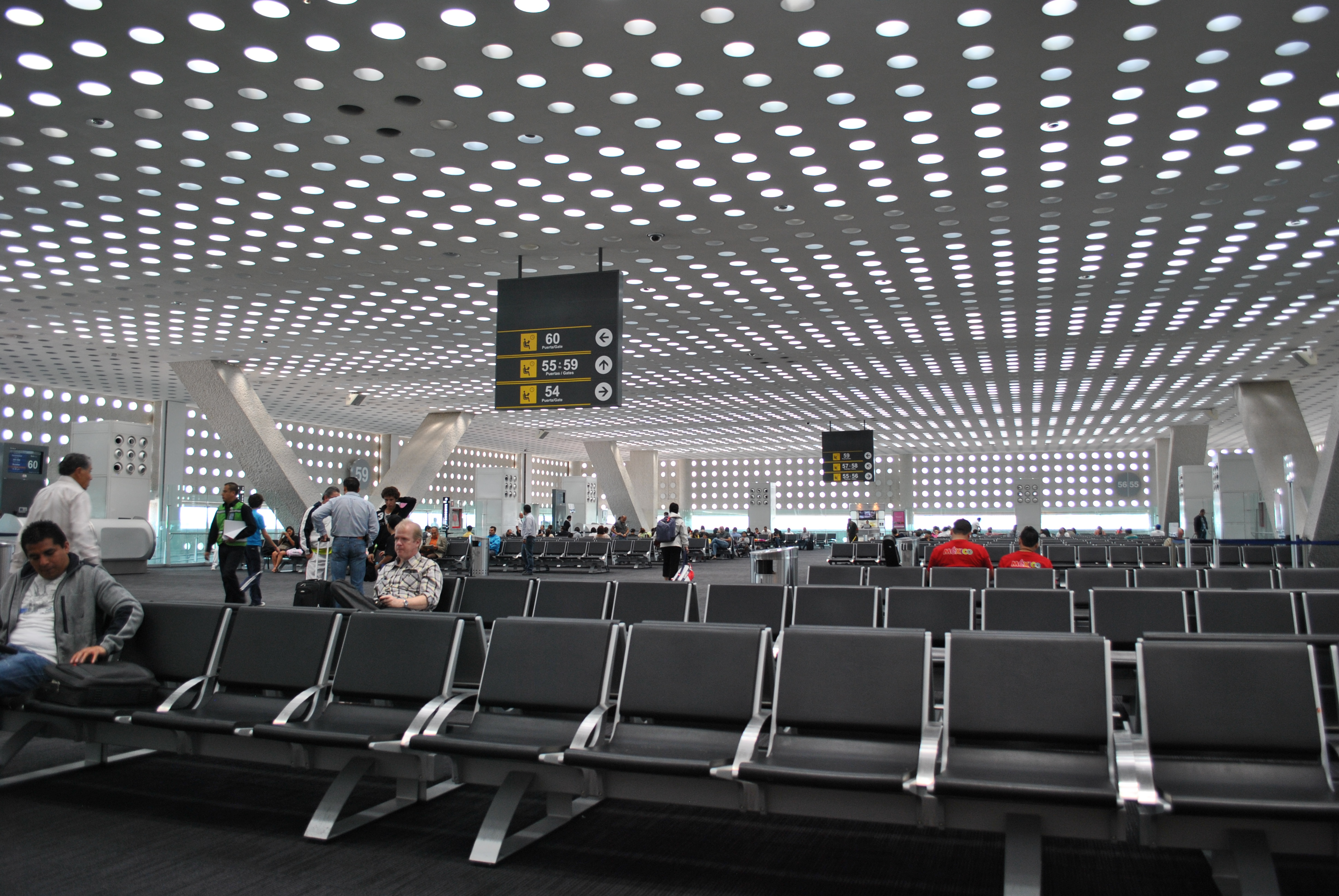
Terminal 2 - odlety

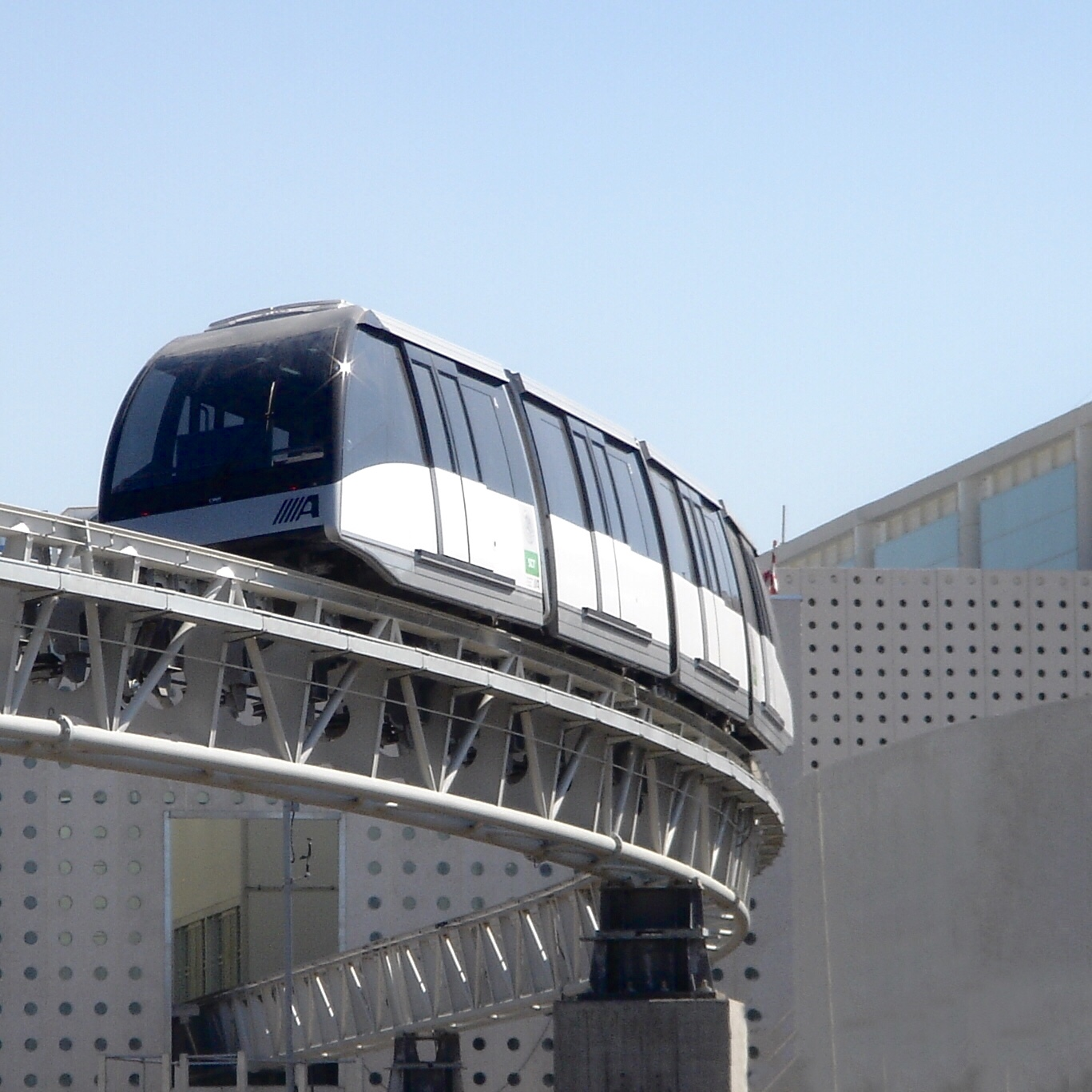
Doprava mezi terminály

Letiště bylo otevřeno ve 20. letech jako vojenské letiště pod názvem Balbuena se čtyřmi přistávacími dráhami. První mezinárodní linka zahájila provoz do Los Angeles v roce 1931. Otevřením nového terminálu v roce 1952 se letiště stalo výhradně veřejným komerčním. V 70. letech se mexický prezident Luis Echeverría rozhodl uzavřít tři přistávací dráhy a půdu pod nimi rozdal chudým občanům hlavního města s cílem umožnění výstavby vlastního bydlení.
Osmdesátá léta měly za následek modernizaci terminálu letiště a zdvojnásobení odbavovací kapacity. Z důvodu neustálého zvyšování počtu cestujících v devadesátých letech padlo rozhodnutí o výstavbě nového terminálu, který byl dokončen v roce 2007. Přes intenzivní výstavbu kapacita letiště již nestačí zvýšenému počtu cestujících.

## Terminály
Zvláštností obou terminálů letiště je, že jsou odděleny přistávacími dráhami. Terminál 1 byl otevřen v roce 1958, rozšiřován a modernizován v letech 1970, 1989, 1998, 2000 a 2004. S velikostí 548 000 m² patří mezi největší na světě. Terminál 2 má přibližně poloviční plochu a poloviční počet východů a odbavovacích prostor. Terminál 2 je domovským terminálem domácí společnosti Aeroméxico. Terminál 1 využívají kromě jiných i American Airlines, United Airlines, Delta, KLM, Air France a Lufthansa. Oba terminály jsou v docházkové vzdálenosti od některé ze stanic metra v Ciudad de México. 

## Intermodální doprava
Terminál 2 je s Terminálem 1 propojen monorailovým systémem Aerotrén a mohou ho používat pouze cestující s ruční zavazadly a boarding passem. Vzdálenost mezi terminály je 3 km a rychlost monorailem je 45 km/h. Od otevření do zavření dveří kabiny trvá jízda přibližně 4 minuty a 40 sekund.

## Statistika
| Město             | Počet cestujících |
| ----------------- | ----------------- |
| Madrid            | 517 214           |
| Los Angeles       | 446 324           |
| Houston           | 440 510           |
| Bogotá            | 426 646           |
| Miami             | 383 288           |
| New York          | 365,180           |
| Chicago           | 342 261           |
| Dallas/Fort Worth | 280 069           |
| Paříž             | 265 654           |
| Panama            | 248 588           |

| Město            | Počet cestujících | % meziroční změna |
| ---------------- | ----------------- | ----------------- |
| Cancún           | 2 126 132         | ▼ 9,32            |
| Monterrey        | 1 741 538         | ▲ 7,27            |
| Guadalajara      | 1 515 894         | ▲ 3,64            |
| Tijuana          | 1 207 975         | ▼ 9,00            |
| Mérida           | 951 912           | ▼ 2,33            |
| Puerto Vallarta  | 568 541           | ▼ 14,81           |
| Los Cabos        | 542,565           | ▼ 12,34           |
| Hermosillo       | 491 417           | ▼ 5,94            |
| Ciudad Juárez    | 462 712           | ▼ 2,69            |
| Tuxtla Gutiérrez | 446 703           | ▲ 1,35            |